# Urbanističko planiranje
Urbanističko planiranje bavi se fizičkim, socijalnim i ekonomskim razvojem urbanih ili gradskih područja. Ostale se profesije poput arhitekture, krajobrazne arhitekture i urbanističkog dizajna bave razvitkom u krupnijem mjerilu, ali s više detalja. Regionalno planiranje se bavi s još većom okolinom, ali na manje detaljnoj razini. Ocem gradskog planiranja često se smatra Grk Hipodam prema čijoj je zamisli podignut antički Milet, iako primjeri planskih gradova probijaju granice antike. Prvi tvorci ideje formalnog zonskog planiranja bili su muslimani (vidi haram i hima i općenitiju zamisao kalife ili "upraviteljstva" iz čega su nastali), iako moderna upotreba na Zapadu uvelike datira od ideja Međunarodnog kongresa moderne arhitekture (Congrès Internationaux d'Architecture Moderne).
Gradsko planiranje je kroz povijest poteklo iz arhitekture i civilnog inženjerstva, te je primijenilo visoko racionalni pristup u rješavanju gradskih problema putem fizičkog dizajna. Ipak su brojne opsežne kritike modernističkog gradskog planiranja, koje su zamah dobile u 1960-ima (primjerice kritike Jane Jacobs), pomogle proširiti područje urbanističkog planiranja kako bi uključile planiranje ekonomskog razvoja, socijalno planiranje zajednice i planiranje okoline.

## Povijest
Civilizacija doline Inda na indijskom potkontinentu smatra se prvom civilizacijom koja je uspješno razvila urbanističko planiranje. Do 2600. pr. Kr. neka pret-Harappska naselja narasla su u gradove u kojima je živjelo tisuće ljudi koji nisu bili primarno vezani za poljoprivredu, stvorivši jedinstvenu kulturu čiji neočekivan izgled ukazuje na rezultat planiranog, namjernog pothvata. Čini se da su neka naselja bila promišljeno preuređena radi usklađivanja prema svjesnom, dobro razvijenom planu. Zbog tog se razloga civilizacija doline Inda smatra prvom koja je razvila urbanističko planiranje.
U antičkim vremenima Rimljani su koristili utvrđenu shemu za gradsko planiranje razvijenu za vojnu obranu i civilne pogodnosti. Mnogi europski gradovi još uvijek čuvaju bit tih shema, kao u Torinu. Osnovni plan jest središnja plaza s gradskim službama, okružen kompaktnom mrežom ulica i okružen obrambenim zidinama. Radi skraćivanja vremena putovanja dvije se dijagonalne ulice pružaju na kvadratnoj mreži od jednog do drugog kuta, prolazeći kroz središnji trg i međusobno se križajući. Kroz grad obično teče rijeka koja omogućuje opskrbu vodom, prijevoz i odnošenje otpadnih voda, čak i u opsadama.
Tijekom zadnja dva stoljeća u zapadnom su svijetu (Zapadna Europa, Sjeverna Amerika, Japan i Australazija) planiranje i arhitektura prošli kroz različite stupnjeve opće suglasnosti. Prvi razlog bila je pojava idustrijaliziranog grada 19. stoljeća, gdje je većina zgrada bila pod nadzorom različitih poslova i bogate elite. Oko prekretnice 20. stoljeća pojavio se pokret koji je nastojao omogućiti ljudima, a posebno radnicima u tvornicama, zdraviju okolinu. Prema novom konceptu vrtnih gradova izgrađeni su neki modelni gradovi poput Welwyn Garden Cityja u Engleskoj. Ti su gradovi uglavnom bili malenog mjerila u veličini, a u njima je živjelo samo nekoliko tisuća stanovnika sve do 1920-ih kada je modernizam počeo izranjati na površinu. Modernistički grad trebao je biti vrsta učinkovite, izvedive utopije. Nastali su planovi za ponovu izgradnju gradova u velikom mjerilu, poput Pariza u Francuskoj, iako se ništa važno nije dogodilo sve do razaranja uzrokovanog Drugim svjetskim ratom. Nakon toga izgrađene su poneke modernističke zgrade i zajednice. One su bile jeftine za izgradnju te su postale ozloglašene po svojim socijalnim problemima. 
Modernizam je završen u 1970-ima kada je konstrukcija jeftinih, uniformiranih stambenih blokova dovršena u mnogim zemljama, poput Britanije i Francuske. Otada su mnogi uništeni i na njihov način su izgrađeni konvencionalniji stanovi. Umjesto potpune uniformnosti i savršenosti, planiranje se sada koncentrira na individualizam i raznolikost u društvu i ekonomiji. Započela je postmoderna era.

## Planiranje i estetika
U razvijenim zemljama postojao je oštar prijekor protiv prekomjernog nereda kojeg je stvorio čovjek u svojoj okolini, poput bitvi (putokaza), znakova i privremenih ograda oko gradilišta. Ostali problemi koji stvaraju jaku raspravu među urbanističkim dizajnerima jesu napetosti između periferijskog rasta, povećane stambene gustoće i novih planskih naselja. Postoje također beskrajne rasprave o pogodnostima miješanih prava na posjed i zemljišne upotrebe protiv pogodnosti razlikovanja geografskih zona gdje prevladavaju različite upotrebe.
Uspješno urbanističko planiranje uzima u obzir karakter "kuće" i "osjećaja mjesta", lokalni identitet, poštovanje prirodne, umjetničke i povijesne baštine, razumijevanje "urbanog zrna" ili "gradskog prizora", pješake i ostale načine prometa, korisnosti i prirodne opasnosti, poput poplavnih zona.
Prema nekima najraširenije cijenjeni elementi uspješnog urbanističkog dizajna jesu srednjovjekovna piazza i arkade nalik onima iz talijanskih gradova Siene i Bologne.
Budući da nije često da se gradovi planiraju slučajno, planeri su važni u upravljanju rastom grada, primjenjujući oruđa poput zoniranja radi upravljanja zemljišnom upotrebom i upravljanja rastom radi upravljanja tempom razvoja. Kada se proučava povijesni razvoj, mnogi gradovi koji se sada smatraju najljepšima rezultat su gustih, dugotrajnih sustava prohibicija i vođenja oko veličina, upotreba i obilježjima zgrada. Iako je to dopustilo znatne slobode, nastavilo se nametanje stilova, sigurnosti i često materijala na praktične načine. Mnoge konvencionalne tehnike planiranja prepakirane su kao smart growth.
Postoje gradovi koji su planirani prema zamisli, pa iako se rezultati često ne pokažu u potpunosti kao planirani, dokaz početnog plana često ostaje vidljiv. Vidi popis planskih gradova. Neki od najuspješnijih planskih gradova sastoje se od ćelija koje uključuju parkove, trgovine i stanove, te onda ponavljaju ćeliju. Ćelije su obično odvojene ulicama. Često svaka ćelija ima jedinstveni spomenik ili posebno uređen park, te jedinstvena vrata ili granične oznake za rubove ćelije. Komercijalna područja prirodno postaju raznolika. Te razlike pomažu uliti osjećaj mjesta, dok sličnosti ćelija čine svako mjesto u gradu poznatim.

## Planiranje i sigurnost
Mnogi su gradovi konstruirani na mjestima gdje su česte poplave, olujna talasanja, ekstremno vrijeme ili ratovi. Gradski se planeri mogu boriti s njima. Ako se opasnosti mogu lokalizirati (za poplave i olujno talasanje), pogođene se regije mogu pretvoriti u parkove ili zeleni pojas često s krasnim rezultatima. Druga praktična metoda je jednostavno sagraditi grad na brežuljcima, a parkove i farme u dolinama.
Ekstremno vrijeme, poplave, ratovi ili druge nevolje mogu se često ublažiti sigurnim evakuacijskim putovima i centrima za hitne operacije. Oni su relativno jeftini i nenametljivi, te ih mnogi smatraju razboritom mjerom opreza za svaki urbani prostor.
Mnogi gradovi su također planirali, sagradili sigurnosna obilježja, poput nasipa, potpornih zidova i skloništa.
Neke metode planiranja mogle bi pomoći elitnoj grupi da nadzire obične građane. To je zasigurno slučaj Rima (Italija), gdje je fašizam u 1930-ima stvorio ex novo mnoga nova predgrađa s namjerom da koncentrira kriminalce i siromašnije klase podalje od elegantnog dijela grada.
Tijekom nedavnih godina očekivalo se da praktičari povećaju pristupačnost područja ljudima s različitim mogućnostima, provodeći zamisao "inkluzivnog dizajna", kako bi spriječili kriminalno ponašanje i naposljetku "označili zločin" te razmotrili "prometno jenjavanje" ili "pedestrijanizaciju" kao načine stvaranja urbanog života podnošljivijim.
Gradsko planiranje pokušava kontrolirati kriminalitet pomoću struktura dizajniranima iz teorija poput socio-arhitekture ili determinizma okoline. Te teorije govore da urbana okolina može utjecati na pokornost pojedinaca društvenim pravilima. Teorije često govore da se psihološki pritisak razvija u gušće razvijenim, neurešenim područjima. Taj stres uzrokuje zločine i upotrebu ilegalnih droga. Protuotrov je obično individualniji prostor i bolji, ljepši dizajn umjesto funkcionalizma.
Ostale socijalne teorije ističu da je u većini zemalja od 18. stoljeća transformacija društva iz ruralne poljoprivrede u industriju uzrokovala teško prilagođavanje na urbani život. Te teorije naglašavaju da mnoge planske politike zanemaruju osobne napetosti, prisiljujući pojedince da žive u stanju trajne vanjskosti prema svojim gradovima. Mnogim ljudima stoga nedostaje udobnost osjećanja "kod kuće" kada su kod kuće. Teoretičari koj izastupaju takve teorije često traže provjeru uobičajeno korištenih "standarda" koji racionaliziraju ishode slobodnog (relativno nereguliranog) tržišta.

## Planiranje i prijevoz
Postoji izravna, dobro istražena veza između gustoće neke urbane okoline i količine prijevoza u toj okolini. Prijevoz dobre kvalitete često prethodi razvoju. Razvoj iza određene gustoće može brzo pretrpati prijevoz.
Dobro planiranje pokušava smjestiti više gustoće poslova ili stanovnika blizu prijevoza visokog obujma. Neki gradovi, primjerice, dopuštaju trgovinu i višekatne stambene zgrade samo unutar jednog bloka željezničkih stanica i bulevara s četiri prometne trake, te prihvaćaju prebivališta za pojedinačne obitelji i parkove samo ako se nalaze na udaljenijim mjestima.
Gustoće se obično mjere kao podno područje zgrada podijeljeno zemljišnim područjem ili u stambenom kontekstu brojem stanova podijeljenih zemljišnim područjem. Omjeri podnog područja ispod 1.5 pokazuju nisku gustoću. Parcelni omjeri iznad pet pokazuju vrlo visoku gustoću. Većina eksurba nalaze se ispod dva, dok je većina gradskih centara prilično iznad pet. Stanovi bez dizala, a s podzemnim garažama mogu lako doseći gustoću od tri. Neboderi lako postižu gustoću od tri ili više. Više gustoća privlače ulagače s većim profitom. Gradske vlasti mogu pokušati poticati niže gustoće radi smanjenja infrastrukturnih troškova, iako neki promatrači primjećuju da niske gustoće ne mogu prilagoditi dovoljno stanovništva u omogućavanje adekvatne potražnje ili ulaganja za takvu infrastrukturu. U UK tijekom nedavnih godina dogodila se zasnovana potpora za povećanje gustoće stambenog razvoja s namjerom boljeg postizanja održivog razvoja. Povećanje razvojne gustoće ima prednost stvaranja masovnih prijevoznih sustava, okružnog grijanja i ostalih društvenih objekata (škola, zdravstvenih centara, itd.) održivijima. Ipak kritike tog pristupa nazivaju denzifikaciju razvoja 'gradskim stiskanjem' i tvrde da ona smanjuje kvalitetu života i sprječava stanovnike od ostvarenja svoje (sub)urbane želje (prava?) za kućom s vrtom i izvancestovnim parkirnim prostorom.
Automobili su dobro prilagođeni u služenju gustoćama jednako visokima kao 1.5 s autocestama osnovnog ograničenog pristupa. Inovacije poput car-pool prometne trake i upotrebe taxija tijekom "špice" može odvesti automobile do susjedstava s parcelnim omjerima visokim 2.5.
Gustoće iznad 5 dobro su uslužene vlakovima. Većina takvih područja se zapravo razvila kao odgovor na vlakove sredinom 1800-ih i imaju povijesno visoki broj putnika koji nikad nisu koristili automobile za svoje putovanje na posao.
Široko rasprostranjen problem je postojanje lanca stambenih gustoća između oko dva i pet koji uzrokuje jake prometne zastoje, a ipak su preniske da budu komercijalno uslužene vlakom ili gradskom željeznicom. Konvencionalno rješenje je upotreba autobusa. Ipak autobusi i sustavi gradskih željeznica mogu zatajiti ondje gdje su dostupni i automobili i prekomjerni kapacitet cestovne mreže, postižući manje od 1% ukupnog broja putnika.
Lewis-Mogridgeov položaj tvrdi da cestovni prostor u širenju nije učinkovit način rasterećenja prometnih zastoja jer se inducirana potražnja stalno pojavljuje da povrati društveno prihvatljivu razinu zakrčenosti.

## Planiranje i suburbanizacija
U nekim zemljama opadajuće zadovoljstvo s urbanom okolinom okrivljuje se za neprekinutu migraciju prema manjim gradovima i ruralnim područjima (takozvani urbani egzodus), pa uspješno urbanističko planiranje može donijeti pogodnosti puno većoj unutrašnjosti ili gradskoj regiji te može pomoći u smanjenju zakrčenosti duž prijevoznih putova i rasipanja energije nastalo prekomjernim komutiranjem.
Čvrsto uvjerenje da se na ponašanje pojedinaca, koji žive ili posjećuju neko područje, može jako utjecati fizičkim dizajnom i izgledom područja naziva se determinizam okoline.

## Planiranje i okolina
Arkologija traži načine objedinjavanja područja ekologije i arhitekture, posebno krajobrazne arhitekture, radi postizanja harmonijske okoline za sva živa bića. U malom mjerilu teorija ekosela je postala popularna, jer za zajednice naglašava tradicionalnu ljestvicu od 100-140 osoba.
U većini naprednih modela urbanističkog ili seoskog planiranja kritičan je lokalni kontekst. U mnogim modelima vrtlarstvu je pretpostavljena središnja uloga ne samo u poljoprivredi nego i u dnevnom životu građana. Serije srodnih pokreta uključujući zeleni anarhizam, eko-anarhizam, eko-feminizam i slow food stavili su to u politički kontekst kao dio fokusa na manjim sustavima resursnog vađenja i uklanjanja otpada prema ideji da dijelovi živih strojeva automatski obavljaju recikliranje poput same prirode. Moderna teorija prirodnog kapitala naglašava to kao primarnu razliku između prirodnog i infrastrukturnog kapitala, te traži ekonomsku bazu za racionaliziranje poteza unatrag prema manjim seoskim jedinicama. Uobičajena forma planiranja koja vodi do suburbanog rasta je zoniranje pojedinačnih upotreba.

## Više informacija
- Dizajn okoline
- eVlast
- Geografski informacijski sustav (GIS)
- Krajobrazna arhitektura
- Linearni grad
- Model koncentričnih zona
- Mrežni plan
- Novi grad
- Novi urbanizam
- Popis urbanističkih planera
- Popis urbanističkih teoretičara
- Prostorna sintaksa
- Prostorno planiranje
- Sektorni model
- SimCity
- Sprječavanje zločina kroz dizajn okoline
- Unitarni urbanizam
- Urbanistička obnova
- Praški institut
- Urbanizam
- Teritorijalno planiranje
- Ambijentalno planiranje

## Vanjske poveznice
- American Planning Association — organizacija za profesionalne planere
- National Association of Regional Councils
- Association of Metropolitan Planning Organizations
- Carfree.com
- City Comforts  Arhivirana inačica izvorne stranice od 24. prosinca 2005. (Wayback Machine)
- Gradonačelnici – Izvještavanje o lokalnim vlastima diljem svijeta
- Cyburbia  Arhivirana inačica izvorne stranice od 19. studenoga 2016. (Wayback Machine) — poruke o urbanističkom planiranju, wiki, galerije slika, i hijerarhijski direktorij poveznica
- PLANetizen — vijesti o planiranju
- Planum — Europski časopis o planiranju
- Kraljevski institut za gradsko planiranje — profesionalna organizacija planera u UK i diljem svijeta
- Institut za urbano zemljište
- Urban Planet — Online forum za urbaniste
- World Mayor – najistaknutiji gradonačelnici na svijetu